# NGC 6185
NGC 6185 ist eine 13,5 mag helle Spiralgalaxie vom Hubble-Typ Sa im Sternbild Herkules am Nordsternhimmel. Sie ist schätzungsweise 467 Millionen Lichtjahre von der Milchstraße entfernt und hat einen Durchmesser von etwa 165.000 Lj.
Das Objekt wurde am 27. April 1827 von John Herschel entdeckt.